# Истома (религиозный деятель)
Истома — русский религиозный деятель, сторонник ереси жидовствующих или антитринитариев., также имеющей следы маркианства и мессалианства, и связь со стригольничеством.  
По разным данным, он был московским «безместным дьяком (дьяконом)» или «крестовым дьячком». Истома оказался в числе обращённых в ересь новгородскими протопопом Алексеем Тучиным и попом Денисом, имеющих покровительство в Москве от царя Иоанна III Васильевича и его снохи Елены Стефановны, и служащими в Успенском храме Кремля. В первой половине 1480-х годов Истома сам стал одним из наиболее активных сторонников ереси жидовствующих,также входил в "московский еретический кружок", который к 1485 году насчитывал 24 участника. 
Умер вскоре после 1489 г. от тяжёлой болезни, которую сторонники официальной церкви приписывали «Божьему гневу».